# Bernardus Désirant
Bernardus Désirant (Brugge, 21 mei 1656 - Rome, 2 maart 1725) was augustijn en hoogleraar aan de Universiteit van Leuven.

## Levensloop
Désirant stamde uit een deftige maar weinig bemiddelde familie. Hij trad als jonge man in bij de augustijnen, bij wie hij in Brugge college had gelopen. Na het noviciaat gaf hij les aan dit college.
Désirant schreef satirische verzen. Zo had hij een schotschrift geschreven op de Brugse pastoor Moens, die zich onvriendelijk had uitgesproken over de reguliere clerus. Dit leverde Désirant een berisping op van bisschop François de Baillencourt.
Een toneelspel waarin hij de draak stak met de burgerlijke overheid, leverde hem een inbeschuldigingstelling op. Zijn prior kon een rechtszaak verhinderen, maar Désirant moest Brugge verlaten en vestigde zich in Brussel. Hij doceerde er filosofie aan zijn jonge confraters.
Weldra vertrok hij naar Leuven en studeerde er theologie. De strijd tussen jansenisten en anti-jansenisten woedde toen fel in Leuven en Désirant sloot zich aan bij de tweede groep. In 1683 verdedigde hij zijn licentiaatsthesis De ecclesia et pontifice, waarin hij stellingen innam die pro-Rome waren. In 1685 behaalde hij zijn doctoraat in de theologie met het proefschrift De Romani pontificus infallibilitate. Dit bracht hem in groot aanzien binnen zijn orde en in de kringen van de anti-jansenisten.
Van 1683 tot 1689 doceerde hij theologie aan het grootseminarie van zijn orde.
Hij sprak de openingsrede uit bij het kapittel van de provinciale orde van de augustijnen in 1691. Hij was toen tot eerste definitor van deze provincie benoemd en later werd hij subprior in Leuven. In 1697 was hij voorzitter van de kapittelvergadering en werd aangewezen als afgevaardigde bij het generalaat in Rome. In 1700 werd hij visitator van de augustijnenkloosters in zijn provincie.
Ondertussen vervolgde hij ook zijn academische carrière. In 1689 werd hij hoogleraar geschiedenis aan het College van Busleyden en werd tevens de officiële historiograaf van koning Karel II van Spanje. In 1699 werd hem een hoogleraarschap theologie opgedragen. Hij behoorde tot de professoren die onvoorwaardelijk trouw bleven aan de leer van Rome en zich verzetten tegen de "verlichte geesten" onder de professoren.
Bij de aanvang van de Spaanse Successieoorlog kreeg hij moeilijkheden. Lodewijk XIV had onze gewesten tijdelijk veroverd en wees Désirant uit omwille van de kritieken die hij op de Franse regering had uitgeoefend. Naar de Noord-Nederlandse provincies kon hij niet uitwijken, vanwege zijn ultramontaanse overtuigingen. Hij kreeg het vooral moeilijk omwille van zijn strijd tegen Zeger Bernhard van Espen. Hij had hem beschuldigd tegen de centrale regering in Brussel te ageren, maar een proces wees uit dat Désirant zelf valse stukken had gemaakt die hij aan Van Espen had toegeschreven. Dit werd de Falsificatie van Leuven genoemd.
In 1708 verhuisde Désirant naar het prinsbisdom Luik en van daaruit trok hij onvermoeibaar ten strijde tegen de jansenisten, of diegenen die hij voor hun aanhangers aanzag, ook die binnen zijn orde.
In 1714 werd hij naar Rome geroepen en werd er hoogleraar geschiedenis en subprefect van de universiteit Sapienza. Ook van daaruit zette hij zijn acties tegen de jansenisten verder.

## Publicaties
Désirant publiceerde talrijke theologische en polemische geschriften, zoals:
- Honorius Papa vindicatus salva dignitate Concilii 6. sive historia Monothelismi, Aken, 1711.
- Epistola familiaris ad jurisconsultum Aquisgranensem eum exactius instruens de prætensa, sl, 1713?. Gedigitaliseerde publicatie